# إشتفان تشوم
إشتفان تشوم István Csom (ولد في 20 يونيو 1940) لاعب شطرنج مجري يحمل لقب أستاذ كبير.

## ألقاب
- نال لقب أستاذ دولي عام 1967.
- نال لقب أستاذ كبير عام 1973.

## إنجازات
- فاز ببطولة المجر عام 1972.
- فاز بعدة دورات منها أولوت 1973، كليفلاند 1975، أولوت 1975، بولا زونال 1975، برلين 1979، كوبنهاغن 1983، يرفينبا 1985، ديلهي 1987.
- لعب ضمن الفريق المجري سبع مرات في أولمبياد الشطرنج.
- خلال مسيرته هزم عدد من أبرز الأساتذة الكبار منها أولف أندرسون، بوريس غولكو، توني مايلز، لايوس بورتيش، سامويل ريشيفسكي، نايجل شورت، بطل العالم السابق ميخائيل تال، رافائيل فاغانيان، أرتور يوسوبوف.

## روابط خارجية
- إشتڤان تشوم على موقع مباريات الشطرنج (الإنجليزية)
- إشتڤان تشوم على موقع 365Chess.com (الإنجليزية)
- إشتڤان تشوم على موقع Chesstempo.com (الإنجليزية)
- إشتڤان تشوم سجل أولمبياد الشطرنج على موقع OlimpBase.org (الإنجليزية)